# Губа, Владимир Петрович
Влади́мир Петро́вич Губа (укр. Володимир Петрович Губа; 22 декабря 1938, Киев — 3 декабря 2020, там же) — советский и украинский композитор. Заслуженный деятель искусств Украины (1995). Народный артист Украины (1999). Лауреат Государственной премии Украины имени Александра Довженко (2014).

## Биография
Владимир Губа родился в Киеве 22 декабря 1938 года. В 1977 году Владимир Петрович окончил класс Б. Лятошинского и А. Штогаренко в Киевской консерватории им. П. Чайковского. После учёбы работал музыкальным редактором киностудии «Укркинохроника».

## Фильмография
Автор музыки к фильмам:
- 1966 — «Всюду есть небо»
- 1966 — «Кто вернётся — долюбит»
- 1967 — «Берег надежды»
- 1967 — «Большие хлопоты из-за маленького мальчика»
- 1967 — «Кто умрёт сегодня»
- 1968 — «Каменный крест»
- 1970 — «Олеся»
- 1971 — «Захар Беркут»
- 1971 — «Зозуля с дипломом»
- 1971 — «Иду к тебе...»
- 1973 — «Дед левого крайнего»
- 1974 — «Белый башлык»
- 1975 — «Каштанка»
- 1976 — «Праздник печёной картошки»
- 1976 — «Тревожный месяц вересень»
- 1977 — «Бирюк»
- 1977 — «Хлеб детства моего»
- 1978 — «Жнецы»
- 1978 — «Море»
- 1979 — «Остановись, мгновенье…»
- 1979 — «Киевские встречи» (киноальманах)
- 1979 — «Встреча»
- 1979 — «Молодость» выпуск 3-й (киноальманах)
- 1981 — «Колесо истории»
- 1982 — «…которого любили все» (документальный)
- 1983 — «Завтра начинается сегодня»
- 1983 — «Провал операции «Большая Медведица»»
- 1984 — «Володькина жизнь»
- 1984 — «…И прекрасный миг победы»
- 1985 — «Поклонись до земли»
- 1987 — «Войдите, страждущие!»
- 1987 — «Даниил — князь Галицкий»
- 1989 — «За пределами боли»
- 1991 — «Подарок на именины»
- 1991 — «Чудо в стране забвения»
- 1992 — «Голос травы»
- 1993 — «Гетманские клейноды»
- 1993 — «Секретный эшелон»
- 2002 — «Маленькое путешествие на большой карусели»
- 2010 — «Герман и Кармалита»
- 2010 — «Больше, чем любовь»

## Мультфильмы
Автор музыки к мультфильмам:
- «Как казак счастье искал» (1969)
- «Как воробей ум искал» (Несмышлёный воробей) (1970)
- «Сказание про Игорев поход» (1972)
- «Как казаки соль покупали» (1975)
- «Сказки райского сада» (1975)
- «Из жизни пернатых» (1985)
- «Как Ёжик и Медвежонок небо меняли» (1985)
- «Как казаки инопланетян встречали» (1987)
- «Сказка про богиню Макошь» (1995)
- «Светлая личность» (2001)
- «Одноразовая вечность» (2002)